# Copo da amizade

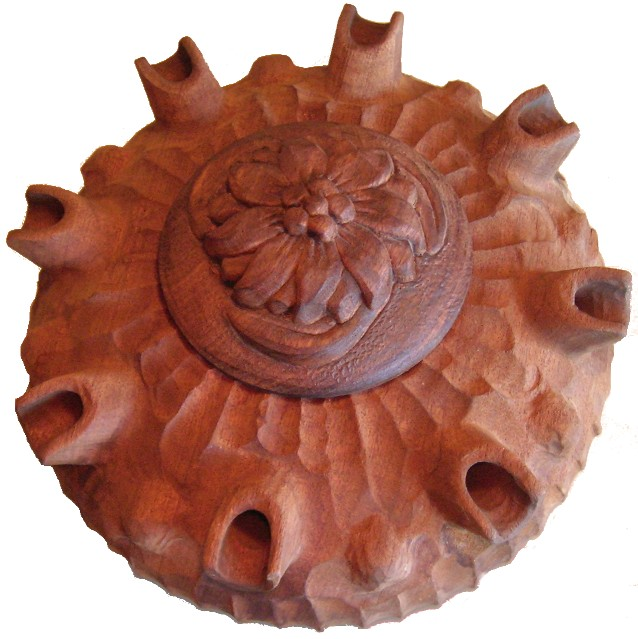
Um copo da amizade com oito bicos

O Copo da Amizade é um copo de madeira cuja tampa contém vários bicos, e que é usado, normalmente, no Vale de Aosta e na Savoia.

## Aparência
Muitas pessoas, erroneamente, chamam este objeto de grolla. A grolla é um tipo de cálice, mais alto, e de uso mais estrito dessa região.

## Função
É usado entre amigos e parentes em festas tradicionais.
Cada um dos convidados bebe, em círculo, de um dos vários bicos (fechando-o à direita e à esquerda com seus polegares) um café muito forte com açúcar, grappa, cascas de limão e laranja. Essa bebida é chamada café à valdostana; muitas vezes, antes de bebê-la, a mistura é incendiada para libertar os vapores do álcool.
O copo da amizade, normalmente, é feito com madeira de pinheiro, abeto-prateado, ou de Juglans.